# It Might Happen to You
It Might Happen to You er en amerikansk stumfilm fra 1920 af Alfred Santell.

## Medvirkende
- Billy Mason som J. Worthington Butts
- Dorris Dare som Dolly Bender
- William Harcourt
- Walter Beckwith som Edward Winton
- Violet Mack som Tootsie
- Edward Scanlon som Jenks
- Helen Adams som Mrs. Butts